# Абдулрахман Аль-Абуд
Абдулрахман Аль-Абуд (араб. عبد الرحمن العبود, нар. 1 червня 1995, Ед-Даммам) — саудівський футболіст, півзахисник клубу «Аль-Іттіхад» та національної збірної Саудівської Аравії.

## Клубна кар'єра
Народився 1 червня 1995 року в місті Ед-Даммам. Вихованець футбольної школи клубу «Аль-Іттіфак». 2016 року для отримання ігрової практики був відданий в оренду  клуб другого дивізіону «Аль-Оруба» (Ер-Ріяд), а з наступного року став виступати в основній команді «Аль-Іттіфака», до складу якого приєднався 2017 року. Відіграв за рідну команду наступні два сезони своєї ігрової кар'єри. Більшість часу, проведеного у складі «Іттіфака», був основним гравцем команди.
До складу клубу «Аль-Іттіхад» приєднався 2019 року. Станом на 11 листопада 2022 року відіграв за саудівську команду 76 матчів в національному чемпіонаті.

## Виступи за збірну
10 вересня 2018 року дебютував в офіційних матчах у складі національної збірної Саудівської Аравії в товариському матчі проти Болівії (2:2), вийшовши на заміну на 78-й хвилині замість Салема ад-Давсарі.
У складі збірної був учасником чемпіонату світу 2022 року у Катарі.
| Дата       | Місто    | Господарі         | Результат | Гості              | Турнір            | Голи | Примітки |
| ---------- | -------- | ----------------- | --------- | ------------------ | ----------------- | ---- | -------- |
| 10-9-2018  | Ер-Ріяд  | Саудівська Аравія | 2 – 2     | Болівія            | товариський матч  | -    | 79'      |
| 12-10-2021 | Джидда   | Саудівська Аравія | 3 – 2     | КНР                | Відбір до ЧС 2022 | -    | 76'      |
| 22-10-2022 | Абу-Дабі | Саудівська Аравія | 1 – 0     | Північна Македонія | товариський матч  | -    | 66'      |
| Усього     |          | Матчів            | 3         |                    | Голів             | 0    |          |

## Титули і досягнення
- Володар Суперкубка Саудівської Аравії (1):

«Аль-Іттіхад»: 2022
- Чемпіон Саудівської Аравії (2):

«Аль-Іттіхад»: 2022-23, 2024-25
- Володар Королівського кубка Саудівської Аравії (1):

«Аль-Іттіхад»: 2024-25